# Centropus celebensis
Cucal-de-celebes ou cucal-amulatado (Centropus celebensis) é uma espécie de ave da família Cuculidae.
É endémica da Indonésia.
Os seus habitats naturais são: florestas subtropicais ou tropicais húmidas de baixa altitude e regiões subtropicais ou tropicais húmidas de alta altitude.